# باوودورجین باسانخو
باوودورجین باسانخو (مغولی: Бавуудоржийн Баасанхүү؛ زادهٔ ۲۶ نوامبر ۱۹۹۹) جودوکار زن اهل مغولستان است.